# Yağmurlu (Şanlıurfa)
Yağmurlu (türkisch regnerisch) war ein Dorf im früheren zentralen Landkreis der türkischen Provinz Şanlıurfa. Seit der Gebietsreform 2014 ist es ein Ortsteil der neu gegründeten Gemeinde Eyyübiye im gleichnamigen Landkreis. Es liegt etwa 55 Kilometer südöstlich der Provinzhauptstadt Şanlıurfa inmitten der Steinwüste des Tektek-Gebirges. Im Ort ist eine Grundschule vorhanden. Die meisten Einwohner sind Araber.
Da sich hier eine der seltenen Wasserstellen der Region befand, war der Ort früher nicht unbedeutend. Der frühere Name lautete dabei Soğukmatar oder Soğmatar. Das heutige Dorf liegt an der Stelle der antiken Stadt Sumatar, die vermutlich ein Planetenheiligtum der Religionsgemeinschaft der Sabier oder ein Kultort des Mondgottes Sin war. Im Ort und der unmittelbaren Umgebung sind zahlreiche Relikte zu sehen.

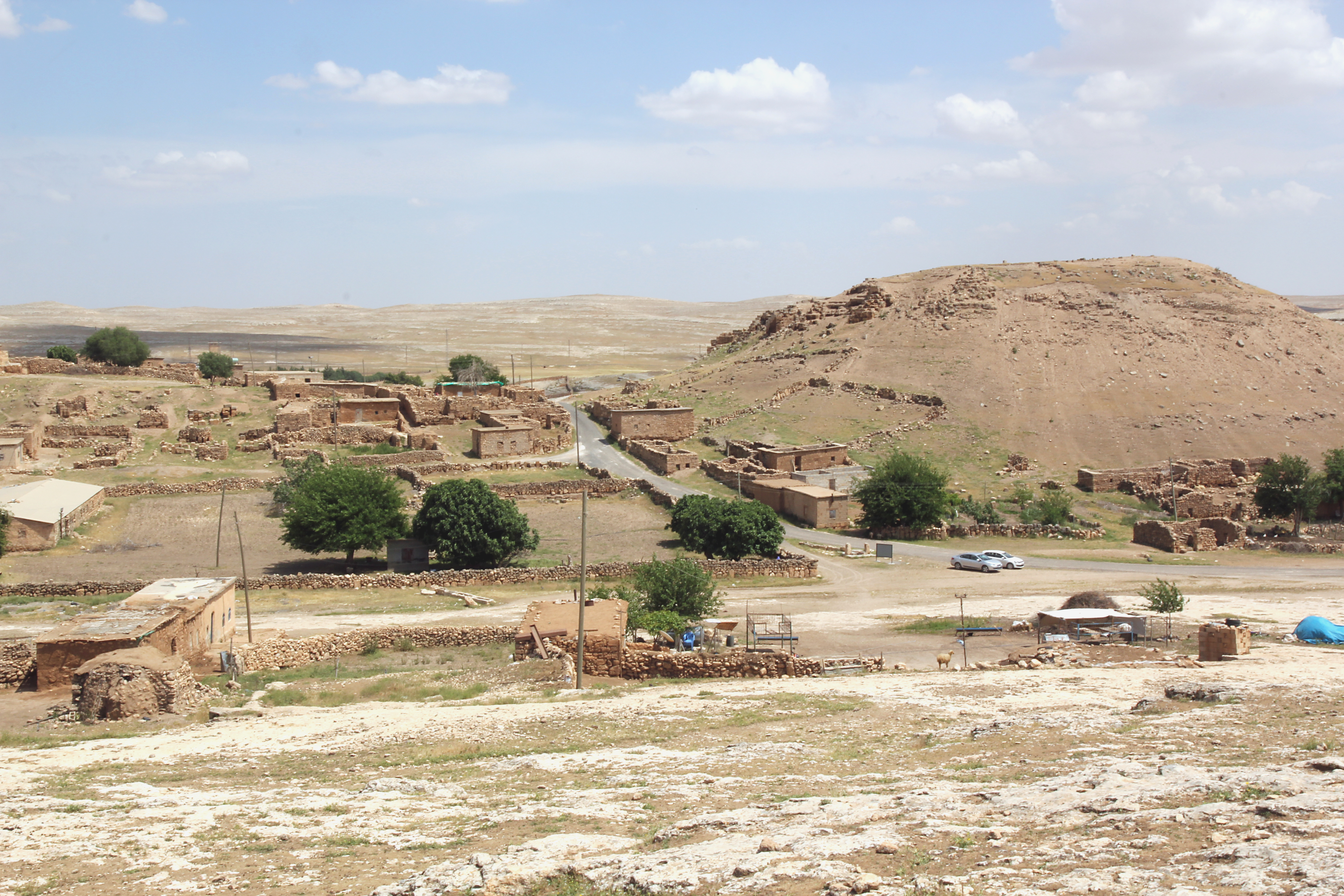
Yağmurlu mit dem sogenannten Festungshügel
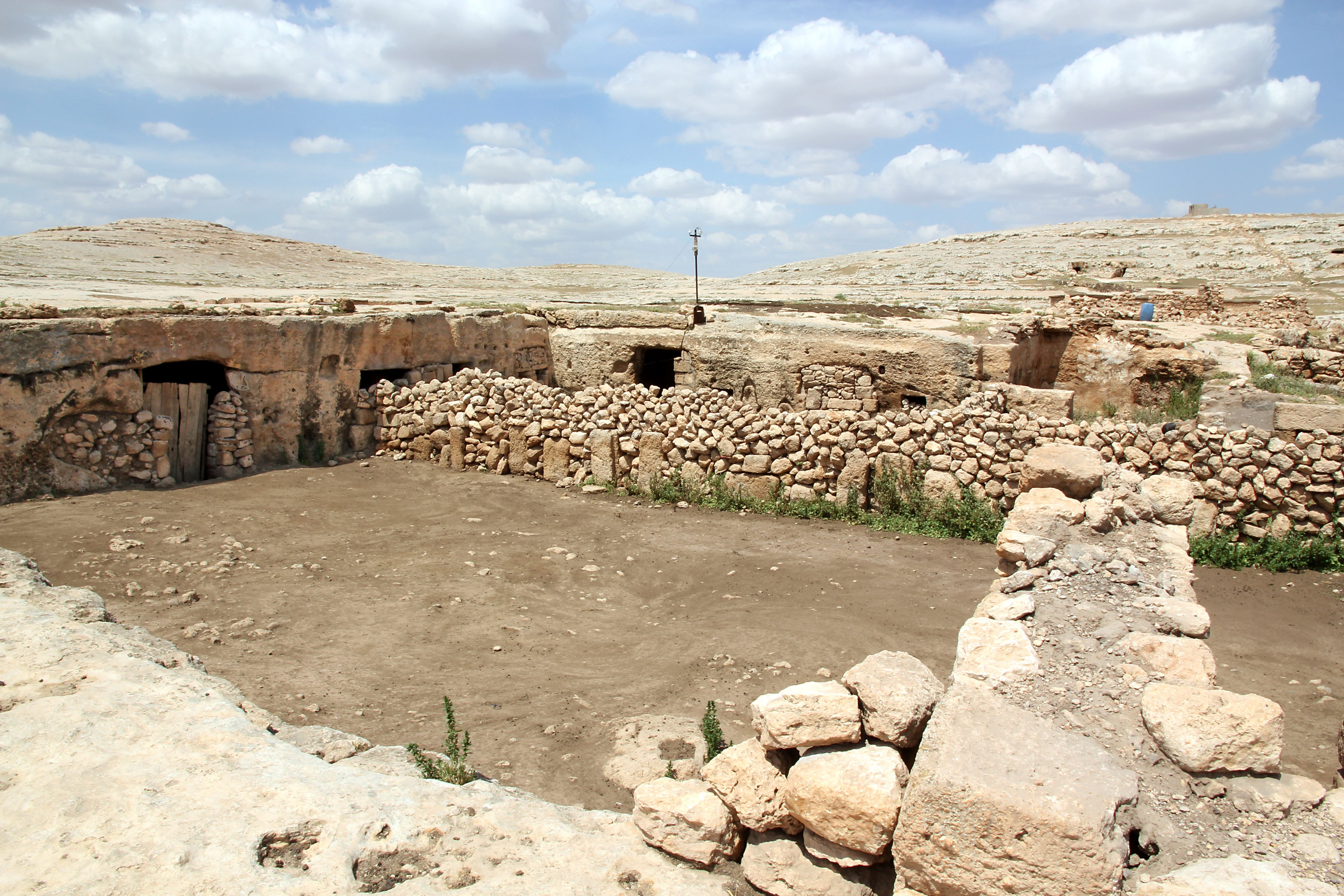
Häuser, Vorratsräume und Ställe
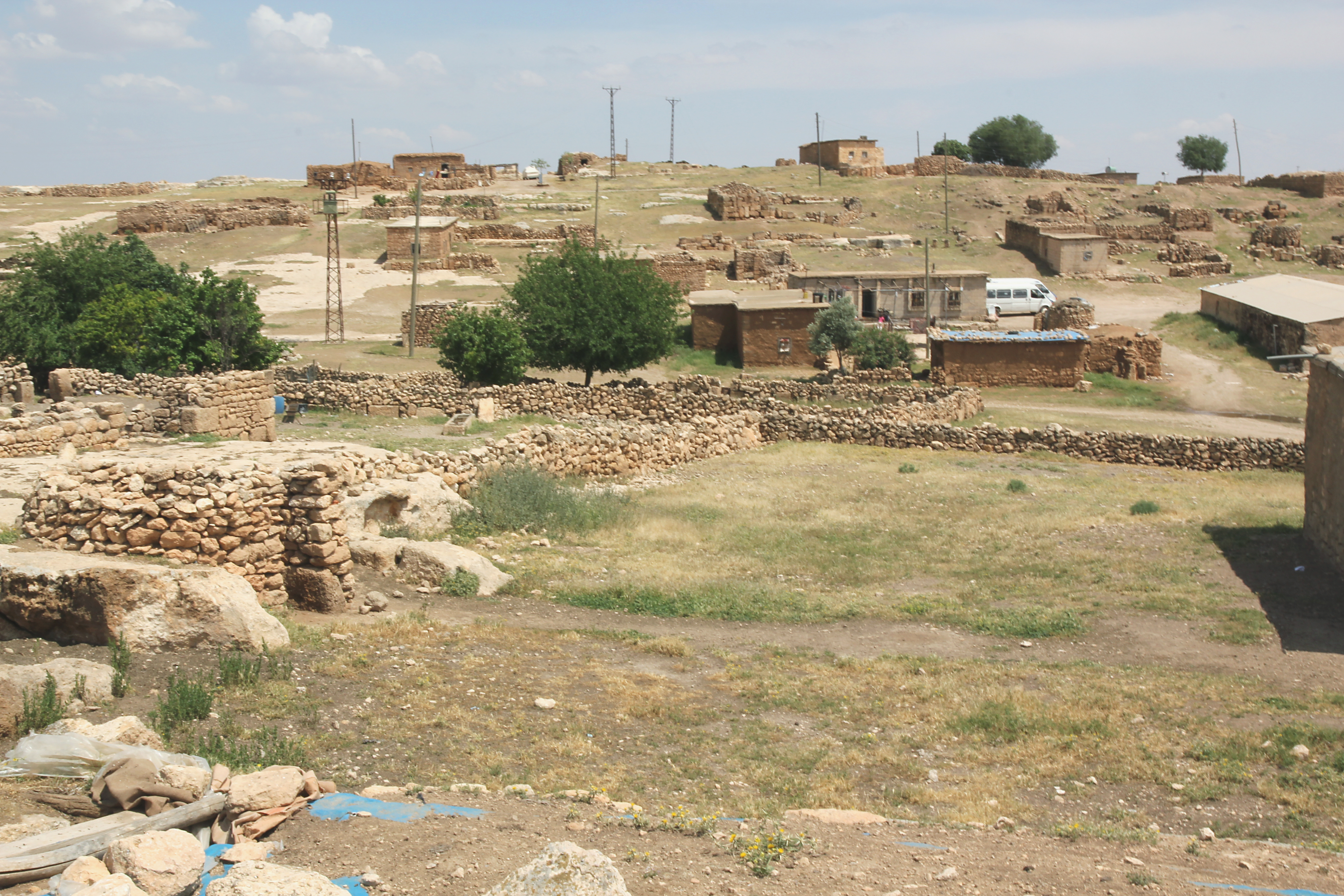
Häuser in Yağmurlu